# 迪武亞
迪武亞是哥倫比亞的城鎮，位於該國北部，由瓜希拉省負責管轄，距離首府里奧阿查65公里，始建於1525年，面積6,633平方公里，海拔高度1米，2005年人口21,098。

## 外部連結
- （西班牙文） Gobernacion de La Guajira - Dibulla
- （西班牙文） Dibulla official website

11°16′N 73°18′W / 11.267°N 73.300°W